# Lista de líderes do G8
Esta é uma lista de chefes de governo do Grupo dos Oito presentes em cada edição da reunião de cúpula do grupo (seja G6, G7 ou G8) desde o estabelecimento em 1975. O grupo consiste das sete mais industrializadas democracias: Alemanha, Canadá, Estados Unidos, França, Itália, Japão e Reino Unido. O Presidente da Comissão Europeia também é um participante das reuniões de cúpula do grupo, representando a União Europeia.
O G7 realiza uma reunião de cúpula anual na qual cada um dos países membros é representado por um líder político. A cada ano, os chefes de governo das nações participantes se alternam na presidência do bloco cuja finalidade é organizar a agenda de trabalho da reunião de cúpula seguinte. O líder há mais tempo no cargo é considerado o "Líder Sênior do G7", condição detida por Angela Merkel desde 2014. 
Atualmente, o G7 consiste em sete nações. No entanto, o grupo foi formado como Grupo dos Seis, incluindo todos os membros atuais com exceção do Canadá. Em 1976, o Canadá ingressou no grupo alterando sua nomenclatura para "G7" ou Grupo dos Sete. O grupo foi renomeado novamente em 1997, com a adesão da Rússia. 

## Líderes atuais
| País           | Chefe de governo       | Chefe de governo | Chefe de governo     | Data de posse                                     | Partido político | Partido político       |
| País           | Título                 | Imcumbente       | Imcumbente           | Data de posse                                     | Partido político | Partido político       |
| -------------- | ---------------------- | ---------------- | -------------------- | ------------------------------------------------- | ---------------- | ---------------------- |
| Alemanha       | Chanceler Federal      |                  | Olaf Scholz          | 8 de dezembro de 2021 (3 anos, 7 meses e 27 dias) |                  | Social-Democrata       |
| Canadá         | Primeiro-ministro      |                  | Mark Carney          | 14 de março de 2025 (4 meses e 21 dias)           |                  | Liberal                |
| Estados Unidos | Presidente             |                  | Donald Trump         | 20 de janeiro de 2025 (6 meses e 15 dias)         |                  | Republicano            |
| França         | Presidente             |                  | Emmanuel Macron      | 14 de maio de 2017 (8 anos, 2 meses e 21 dias)    |                  | Renascimento           |
| Itália         | Primeira-ministra      |                  | Giorgia Meloni       | 22 de outubro de 2022 (2 anos, 9 meses e 13 dias) |                  | Irmãos de Itália       |
| Japão          | Primeiro-ministro      |                  | Shigeru Ishiba       | 1 de outubro de 2024 (10 meses e 3 dias)          |                  | Liberal Democrata      |
| Reino Unido    | Primeiro-ministro      |                  | Keir Starmer         | 5 de julho de 2024 (1 ano e 30 dias)              |                  | Trabalhista            |
| Rússia         | Presidente             |                  | Vladimir Putin       | 7 de maio de 2012 (13 anos, 2 meses e 28 dias)    | Independente     | Independente           |
| União Europeia | Presidente do Conselho |                  | António Costa        | 1 de dezembro de 2024 (8 meses e 3 dias)          |                  | Socialista             |
| União Europeia | Presidente da Comissão |                  | Ursula von der Leyen | 1 de dezembro de 2019 (5 anos, 8 meses e 3 dias)  |                  | União Democrata-Cristã |

## Lista histórica
- O nome em verde sinaliza o líder incumbente no cargo.

| Cúpula do G7                    | País-membro | País-membro  | País-membro    | País-membro | País-membro    | País-membro | País-membro | País-membro | País-membro         |
| Cúpula do G7                    | Alemanha    | Canadá       | Estados Unidos | França      | Itália         | Japão       | Reino Unido | Rússia      | União Europeia      |
| ------------------------------- | ----------- | ------------ | -------------- | ----------- | -------------- | ----------- | ----------- | ----------- | ------------------- |
| 1ª 1975 França                  | Schmidt     | –            | Ford           | Estaing     | Moro           | Takeo       | Wilson      | –           | –                   |
| 2ª · 1976 · Estados Unidos      | Schmidt     | Trudeau      | Ford           | Estaing     | Moro           | Takeo       | Callaghan   | –           | –                   |
| 3ª · 1977 · Reino Unido         | Schmidt     | Trudeau      | Carter         | Estaing     | Andreotti      | Takeo       | Callaghan   | –           | Jenkins             |
| 4ª · 1978 · Alemanha Ocidental  | Schmidt     | Trudeau      | Carter         | Estaing     | Andreotti      | Takeo       | Callaghan   | –           | Jenkins             |
| 5ª · 1979 · Japão               | Schmidt     | Clark        | Carter         | Estaing     | Andreotti      | Masayoshi   | Thatcher    | –           | Jenkins             |
| 6ª · 1980 · Itália              | Schmidt     | Trudeau      | Carter         | Estaing     | Cossiga        | Saburo      | Thatcher    | –           | Jenkins             |
| 7ª · 1981 · Canadá              | Schmidt     | Trudeau      | Reagan         | Mitterrand  | Spadolini      | Zenkō       | Thatcher    | –           | Thorn               |
| 8ª 1982 França                  | Schmidt     | Trudeau      | Reagan         | Mitterrand  | Spadolini      | Zenkō       | Thatcher    | –           | Thorn               |
| 9ª · 1983 · Estados Unidos      | Kohl        | Trudeau      | Reagan         | Mitterrand  | Fanfani        | Yasuhiro    | Thatcher    | –           | Thorn               |
| 10ª · 1984 · Reino Unido        | Kohl        | Trudeau      | Reagan         | Mitterrand  | Craxi          | Yasuhiro    | Thatcher    | –           | Thorn               |
| 11ª · 1985 · Alemanha Ocidental | Kohl        | Mulroney     | Reagan         | Mitterrand  | Craxi          | Yasuhiro    | Thatcher    | –           | Delors              |
| 12ª · 1986 · Japão              | Kohl        | Mulroney     | Reagan         | Mitterrand  | Craxi          | Yasuhiro    | Thatcher    | –           | Delors              |
| 13ª · 1987 · Itália             | Kohl        | Mulroney     | Reagan         | Mitterrand  | Fanfani        | Yasuhiro    | Thatcher    | –           | Delors              |
| 14ª · 1988 · Canadá             | Kohl        | Mulroney     | Reagan         | Mitterrand  | De Mita        | Noboru      | Thatcher    | –           | Delors              |
| 15ª 1989 França                 | Kohl        | Mulroney     | Bush           | Mitterrand  | De Mita        | Sōsuke      | Thatcher    | –           | Delors              |
| 16ª · 1990 · Estados Unidos     | Kohl        | Mulroney     | Bush           | Mitterrand  | Andreotti      | Kaifu       | Thatcher    | –           | Delors              |
| 17ª · 1991 · Reino Unido        | Kohl        | Mulroney     | Bush           | Mitterrand  | Andreotti      | Kaifu       | Major       | –           | Delors              |
| 18ª · 1992 · Alemanha           | Kohl        | Mulroney     | Bush           | Mitterrand  | Amato          | Kiichi      | Major       | –           | Delors              |
| 19ª · 1993 · Japão              | Kohl        | Kim Campbell | Clinton        | Mitterrand  | Azeglio Ciampi | Kiichi      | Major       | –           | Delors              |
| 20ª · 1994 · Itália             | Kohl        | Chrétien     | Clinton        | Mitterrand  | Berlusconi     | Tomiichi    | Major       | –           | Delors              |
| 21ª · 1995 · Canadá             | Kohl        | Chrétien     | Clinton        | Chirac      | Dini           | Tomiichi    | Major       | –           | Delors              |
| 22ª 1996 França                 | Kohl        | Chrétien     | Clinton        | Chirac      | Prodi          | Ryutaro     | Major       | –           | Santer              |
| 23ª · 1997 · Estados Unidos     | Kohl        | Chrétien     | Clinton        | Chirac      | Prodi          | Ryutaro     | Blair       | Yeltsin     | Santer              |
| 24ª · 1998 · Reino Unido        | Kohl        | Chrétien     | Clinton        | Chirac      | Prodi          | Ryutaro     | Blair       | Yeltsin     | Santer              |
| 25ª · 1999 · Alemanha           | Schröder    | Chrétien     | Clinton        | Chirac      | D'Alema        | Keizō       | Blair       | Yeltsin     | Marín               |
| 26ª · 2000 · Japão              | Schröder    | Chrétien     | Clinton        | Chirac      | Amato          | Yoshirō     | Blair       | Putin       | Prodi               |
| 27ª · 2001 · Itália             | Schröder    | Chrétien     | Bush           | Chirac      | Berlusconi     | Junichirō   | Blair       | Putin       | Prodi               |
| 28ª · 2002 · Canadá             | Schröder    | Chrétien     | Bush           | Chirac      | Berlusconi     | Junichirō   | Blair       | Putin       | Prodi               |
| 29ª 2003 França                 | Schröder    | Chrétien     | Bush           | Chirac      | Berlusconi     | Junichirō   | Blair       | Putin       | Prodi               |
| 30ª · 2004 · Estados Unidos     | Schröder    | Martin       | Bush           | Chirac      | Berlusconi     | Junichirō   | Blair       | Putin       | Prodi               |
| 31ª · 2005 · Reino Unido        | Schröder    | Martin       | Bush           | Chirac      | Berlusconi     | Junichirō   | Blair       | Putin       | Barroso             |
| 32ª · 2006 · Reino Unido        | Merkel      | Harper       | Bush           | Chirac      | Prodi          | Junichirō   | Blair       | Putin       | Barroso             |
| 33ª · 2007 · Alemanha           | Merkel      | Harper       | Bush           | Sarkozy     | Prodi          | Shinzō      |             | Putin       | Barroso             |
| 34ª · 2008 · Japão              | Merkel      | Harper       | Bush           | Sarkozy     | Berlusconi     | Yasuo       | Brown       | Medvedev    | Barroso             |
| 35ª · 2009 · Itália             | Merkel      | Harper       | Obama          | Sarkozy     | Berlusconi     | Tarō        | Brown       | Medvedev    | Barroso             |
| 36ª · 2010 · Canadá             | Merkel      | Harper       | Obama          | Sarkozy     | Berlusconi     | Naoto       | Cameron     | Medvedev    | Barroso Van Rompuy  |
| 37ª 2011 França                 | Merkel      | Harper       | Obama          | Sarkozy     | Berlusconi     | Naoto       | Cameron     | Medvedev    | Barroso Van Rompuy  |
| 38ª · 2012 · Estados Unidos     | Merkel      | Harper       | Obama          | Hollande    | Monti          | Yoshihiko   | Cameron     | Medvedev    | Barroso Van Rompuy  |
| 39ª · 2013 · Reino Unido        | Merkel      | Harper       | Obama          | Hollande    | Letta          | Shinzō      | Cameron     | Putin       | Barroso Van Rompuy  |
| 40ª · 2014 · União Europeia     | Merkel      | Harper       | Obama          | Hollande    | Renzi          | Shinzō      | Cameron     | (Suspenso)  | Barroso Van Rompuy  |
| 41ª · 2015 · Alemanha           | Merkel      | Harper       | Obama          | Hollande    | Renzi          | Shinzō      | Cameron     | (Suspenso)  | Juncker Tusk        |
| 42ª · 2016 · Japão              | Merkel      | Trudeau      | Obama          | Hollande    | Renzi          | Shinzō      | Cameron     | (Suspenso)  | Juncker Tusk        |
| 43ª · 2017 · Itália             | Merkel      | Trudeau      | Trump          | Macron      | Gentiloni      | Shinzō      | May         | (Suspenso)  | Juncker Tusk        |
| 44ª · 2018 · Canadá             | Merkel      | Trudeau      | Trump          | Macron      | Conte          | Shinzō      | May         | (Suspenso)  | Juncker Tusk        |
| 45ª 2019 França                 | Merkel      | Trudeau      | Trump          | Macron      | Conte          | Shinzō      | Johnson     | (Suspenso)  | Juncker Tusk        |
| 46ª · 2020 · Estados Unidos     | Merkel      | Trudeau      | Trump          | Macron      | Conte          | Shinzō      | Johnson     | (Suspenso)  | Von der LeyenMichel |
| 47ª · 2021 · Reino Unido        | Merkel      | Trudeau      | Biden          | Macron      | Draghi         | Yoshihide   | Johnson     | (Suspenso)  | Von der LeyenMichel |
| 48ª · 2022 · Alemanha           | Scholz      | Trudeau      | Biden          | Macron      | Draghi         | Fumio       | Johnson     | (Suspenso)  | Von der LeyenMichel |
| 49ª · 2023 · Japão              | Scholz      | Trudeau      | Biden          | Macron      | Meloni         | Fumio       | Sunak       | (Suspenso)  | Von der LeyenMichel |
| 50ª · 2024 · Itália             | Scholz      | Trudeau      | Biden          | Macron      | Meloni         | Fumio       | Sunak       | (Suspenso)  | Von der LeyenMichel |
| 51ª · 2025 · Canadá             | TBD         | TBD          | Trump          | Macron      | Meloni         | Shigeru     | Starmer     | (Suspenso)  | Von der LeyenCosta  |